# Blohm & Voss BV 142
O Blohm & Voss BV 142 foi uma aeronave civil alemã desenvolvida para realizar voos de transporte de correio transatlânticos pela Luft Hansa. O primeiro protótipo voou no dia 11 de Outubro de 1938. Foi usada também pela Luftwaffe durante a Segunda Guerra Mundial em missões de patrulha marítima.